# Cartoblatta buyssoni
Cartoblatta buyssoni är en kackerlacksart som först beskrevs av Robert Walter Campbell Shelford 1909.  Cartoblatta buyssoni ingår i släktet Cartoblatta och familjen storkackerlackor.
Artens utbredningsområde är Tanzania. Inga underarter finns listade.